# 金子美奈
金子 美奈（かねこ みな、1970年9月2日 - ）は、北陸朝日放送（HAB）編成局の編成部長で元・アナウンサー。

## 来歴・人物
愛媛県今治市（大三島）出身。
青山学院大学文学部仏文科卒業後、1993年北陸朝日放送に入社。
趣味は茶道、美術館めぐり、能楽鑑賞、着物。
1997年から2005年まで高校野球石川大会実況と甲子園球場で行われた全国高等学校野球選手権大会のふるさと実況を担当していた。
2017年1月からアナウンサーと番組プロデューサーを兼任。2020年7月に報道制作局の報道部へ異動したことを機に、アナウンス職を離れた。2022年3月の時点では、編成局で編成部長を務めている。

## 担当番組
- HAB Uライン
- HABワイドステーション
- HAB健康の館
- DokiDokiてれび
- 高校野球中継実況
- 土曜はドキドキ
- 2時はどきどき5ch
- HABスーパーJチャンネル
- ギュッ!と石川 ゆうどきLive（プロデューサー）

### その他出演番組
- 朝だ!生です旅サラダ（朝日放送 →　朝日放送テレビ）
  - ラッシャー板前が1997年4月から25年間にわたってリポーターを務めていた日本各地からの生中継で、北陸朝日放送が石川県内からの中継を担当した場合に出演。担当回の生中継では、県内の名産品である金沢れんこんを、ラッシャーと共に畑で泥まみれになりながら収穫することが多かった。
  - ラッシャーのリポーター卒業（2022年3月）の時点では、アナスンス職を離れて編成部長へ昇進。もっとも、卒業を記念した県内での紀行ロケ（同月26日放送分）にラッシャーへのサプライズ企画で途中から登場すると、前述した金沢れんこんの収穫体験リポートを2人で再現した。
- パネルクイズ アタック25（女性アナウンサー大会、朝日放送）
- ふるさとバンザイ!（2014年4月12日、BS朝日）

## 受賞
- テレビ朝日系アナウンサー賞 奨励賞（2002年）
- 北信越制作者フォーラム テレビ部門グランプリ（2002年）

## 脚註
1. ↑  金子美奈のおしゃべりcafé | HABアナウンサー金子美奈のブログ